# Makila
Pour les articles homonymes, voir Mäkilä.
Le makila ou makhila est un bâton de marche doublé d'une arme appartenant à la culture et à la tradition basques.

## Origines
Le makila (du latin bacilla) est le bâton de marche du Basque et non un bâton de berger, qui était généralement remis à l'adolescent pour marquer son entrée dans le monde adulte. Sa vocation défensive vient probablement du temps où les anciens Basques avaient un fort goût pour les lances, demi-piques et dards divers. Dans les temps plus récents et plus pacifiques, les Basques se dotèrent d'une canne robuste, pratique et bien équilibrée, mais aussi d'un compagnon de route, la pointe du makila étant alors disponible en cas de coup dur. Le makila est un objet usuel personnel dont la longueur doit être adaptée à la taille de la personne. Il peut aussi être offert en signe d'honneur.
Il semble être originaire de Soule et de Basse-Navarre.[réf. nécessaire]
Un des plus anciens ateliers de fabrication, encore en activité, l'Atelier Ainciart Bergara, situé à Larressore, village du Pays basque français (Pyrénées-Atlantiques), produit des makilas depuis 7 générations,.
D'autres ateliers existent au Pays basque, notamment à Bayonne et à Irun.
Le savoir-faire de sa fabrication dans cet atelier Ainciart Bergara est inscrit à l'Inventaire du patrimoine culturel immatériel en France.

## Composition

### Les éléments
Le makila est constitué de plusieurs éléments :

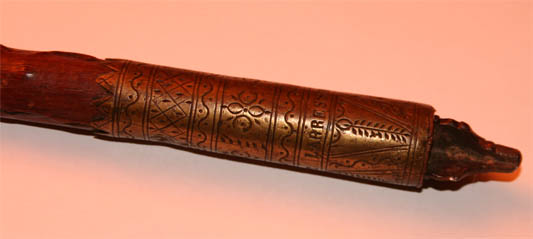
Le trèfle est une pointe en acier ; l'extrémité contondante du makila

- le bâton est en néflier ou en châtaignier et parfois en nerf de bœuf
- les viroles sont faites de différents métaux (laiton, maillechort, argent ou or).
- la poignée est gainée de lanières de cuir tressées ou tout en métal
- la dragonne est faite en cuir
- le pommeau, en corne ou en métal, est façonné au marteau.
- en dévissant cette poignée, on découvre l'arme, faite d'une pointe en acier Pommeau dévissé d'un makila qui recouvre cette pointe en acier
- le bas se termine par un trèfle.

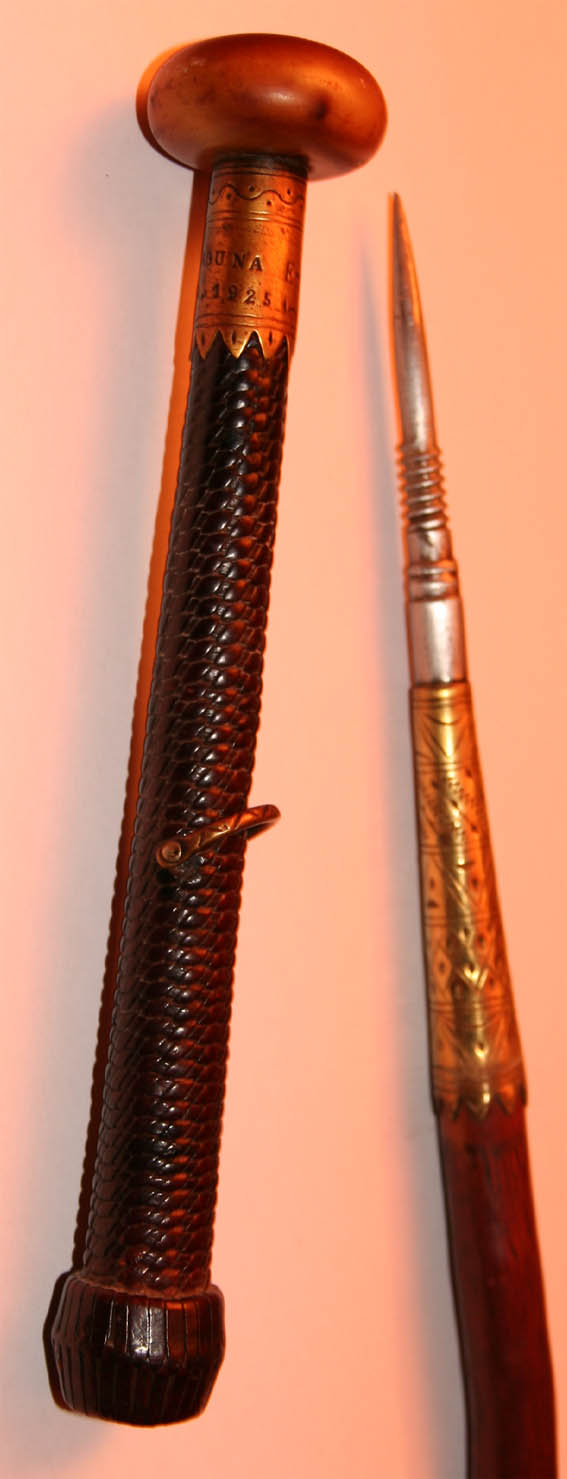
Pommeau dévissé d'un makila qui recouvre cette pointe en acier

- le makila porte, gravé, le nom de son propriétaire, un proverbe ou un symbole.

### Fabrication
Ouvragé entièrement à la main, le bois de néflier sauvage est d'abord travaillé sur pied, deux ou trois ans avant sa coupe. La décoration de fond du makila est tracée dès que l'arbuste a atteint sa taille presque adulte, elle consiste en scarifications assez légères faites au couteau, parfois au feu. Lorsque la sève monte, l'artisan provoque des dessins en incisant l'écorce avec un couteau. Après sa coupe, la baguette de bois ainsi récoltée est mise en séchoir pendant une durée variable, entre dix et vingt ans, selon sa qualité, celle du motif et selon l'objectif que se fixe l'artisan, dépendant de la qualité artistique voulue finalement.
La tige porte deux armes :
- en haut, un aiguillon, pointe d'acier forgé et filetée que l'on découvre en dévissant la poignée
- en bas, une petite mais efficace massue qui sert aussi à équilibrer le makila pour la marche.

Les viroles de laiton, maillechort ou argent sont coupées suivant le diamètre du bois, brasées à la forge et ciselées. Celle du bas porte souvent une devise en basque, la signature de l'atelier et le millésime de fabrication ou des symboles, dont la croix basque, lauburu.

## Objet honorifique
Le makila symbolise une façon de vivre, de penser et d'honorer. Chaque pièce est unique et personnalisée, avec, parfois, l'inscription sur le pommeau du nom, du prénom et de la devise du propriétaire en basque. D'innombrables makilas d'honneur ont été fabriqués dans l'atelier basque de Larressore et offerts aux plus grandes personnalités, parmi lesquelles :
- les papes Benoît XV, Pie X et Jean-Paul II
- les présidents Charles de Gaulle, Ronald Reagan, Georges Pompidou, Valéry Giscard d'Estaing, François Mitterrand, Jacques Chirac, Nicolas Sarkozy et François Hollande
- les maréchaux Joffre, Foch, Pétain, Montgomery
- les souverains, comme la reine Wilhelmine des Pays-Bas, le roi Baudouin Ier de Belgique etc.

## Dans la culture populaire
- Le nom de « makila » est donné à un bâton magique servant d'arme ultime pour le personnage de Bibi Orunitia, dans le jeu vidéo Final Fantasy IX.